# Regierung Moureaux II
Die Regierung Moureaux II war die dritte Regierung der Französischen Gemeinschaft Belgiens. Sie amtierte vom 2. Februar 1988 bis zum 11. Mai 1988.
Der Rat der Französischen Gemeinschaft wurde nicht direkt gewählt, er setzte sich aus den 132 französischsprachigen Mitgliedern der Belgischen Abgeordnetenkammer (88 Abgeordnete) und des Belgischen Senats (44 Senatoren) zusammen.
Bei der vorgezogenen Parlamentswahl am 13. Dezember 1987 büßten die seit 1985 gemeinsam regierenden liberale Parti réformateur libéral (PRL) und die konservative Parti Social Chrétien (PSC) ihre Mehrheit im Rat ein, während die Sozialistische Partei (PS) fünf Sitze hinzugewann. Ab dem 2. Februar 1988 regierte eine Koalition von PS und PSC unter Ministerpräsident Philippe Moureaux (PS).
Nach dem Rücktritt von Ministerpräsident Moureaux und Sozialminister Robert Urbain, die als Minister in die föderale Regierung Martens VIII eintraten, bildeten PS und PSC am 11. Mai 1988 eine Folgeregierung unter Ministerpräsident Valmy Féaux (PS).

## Zusammensetzung
| Amt                                                                                             | Name              | Partei | Beginn der Amtszeit | Ende der Amtszeit |
| ----------------------------------------------------------------------------------------------- | ----------------- | ------ | ------------------- | ----------------- |
| Ministerpräsident, verantwortlich für Kultur und Kommunikation                                  | Philippe Moureaux | PS     | 2. Februar 1988     | 8. Mai 1988       |
| Minister für Bildung, berufliche Weiterbildung, Sport, Tourismus und internationale Beziehungen | Jean-Pierre Grafé | PSC    | 2. Februar 1988     | 11. Mai 1988      |
| Minister für Soziales und Gesundheit                                                            | Robert Urbain     | PS     | 2. Februar 1988     | 8. Mai 1988       |

## Umbesetzungen
Ministerpräsident Philippe Moureaux und der Minister für Soziales und Gesundheit, Robert Urbain, traten am 8. Mai 1988 zurück und wurden Minister in der föderalen Regierung. Moureaux wurde stellvertretender Ministerpräsident und Minister für die Region Brüssel und institutionelle Reformen, Urbain wurde Minister für Außenhandel.